# La Danse du lion (film, 1936)
Pour les articles homonymes, voir La Danse du lion (film, 1980) et Danse du lion.
Pour plus de détails, voir Fiche technique et Distribution.
La Danse du lion (鏡獅子, Kagamijishi, ou 菊五郎の鏡獅子, Kikugorō no kagamijishi) est un film documentaire japonais réalisé par Yasujirō Ozu et sorti en 1936. 
Le film, le seul documentaire tourné par Yasujirō Ozu, montre un grand danseur de kabuki. Le tournage a eu lieu au théâtre du jardin impérial à Tokyo.

## Synopsis
Documentaire sur l'acteur de kabuki Onoe Kikugorō VI (ja) interprétant la danse du lion.

## Fiche technique
- Titre original : 鏡獅子 (Kagamijishi?) ou 菊五郎の鏡獅子 (Kikugorō no kagamijishi?)[3]
- Titre français : La Danse du lion
- Réalisation : Yasujirō Ozu
- Scénario : Kenji Shuzui
- Photographie : Hideo Shigehara
- Musique : Kashiwa Isaburo, Mochizuki Tazaemon, Matsunaga Wafu
- Pays d'origine :  Empire du Japon
- Langue originale : japonais
- Format : noir et blanc
- Genre : documentaire
- Durée : 24 minutes
- Dates de sortie :
  - Empire du Japon : 29 juin 1936

## Distribution
- Kikugorō Onoe (Onoe Kikugorō VI) : Yayoi / Shishi no sei
- Kinjirō Onoe : Kochou
- Shigeru Onoe : Kochou
- Wafuu Matsunaga : Nagauta - Uta
- Shinzō Fujita : Nagauta - Uta
- Izaburō Kashiwa : Nagauta - Shamisen
- Tazaemon Morotsuki : Nagauta - Taiko
- Junji Masuda : Roudoku (voix)